# Opogona theobroma
Opogona theobroma är en fjärilsart som beskrevs av Bradley 1956. Opogona theobroma ingår i släktet Opogona och familjen äkta malar. Inga underarter finns listade i Catalogue of Life.